# Lijst van gemeenten in het departement Alpes-Maritimes
Hieronder volgt een lijst van de 163 gemeenten (communes) in het Franse departement Zee-Alpen (Alpes-Maritimes, departement 06).

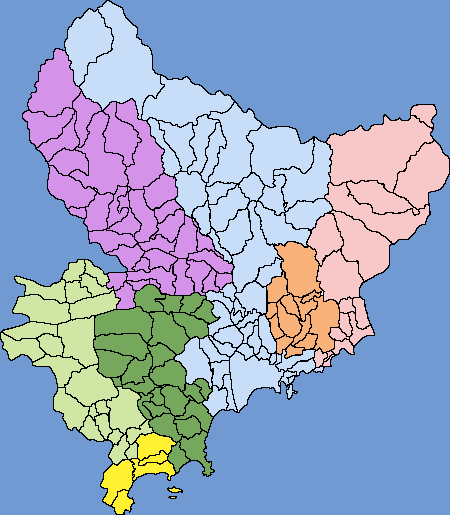
Gemeenten in Alpes-Maritimes

## A
Aiglun
- Amirat
- Andon
- Antibes
- Ascros
- Aspremont
- Auribeau-sur-Siagne
- Auvare

## B
Bairols
- Le Bar-sur-Loup
- Beaulieu-sur-Mer
- Beausoleil
- Belvédère
- Bendejun
- Berre-les-Alpes
- Beuil
- Bézaudun-les-Alpes
- Biot
- Blausasc
- La Bollène-Vésubie
- Bonson
- Bouyon
- Breil-sur-Roya
- Briançonnet
- La Brigue
- Le Broc

## C
Cabris
- Cagnes-sur-Mer
- Caille
- Cannes
- Le Cannet
- Cantaron
- Cap-d'Ail
- Carros
- Castagniers
- Castellar
- Castillon
- Caussols
- Châteauneuf-Grasse
- Châteauneuf-Villevieille
- Châteauneuf-d'Entraunes
- Cipières
- Clans
- Coaraze
- La Colle-sur-Loup
- Collongues
- Colomars
- Conségudes
- Contes
- Courmes
- Coursegoules
- La Croix-sur-Roudoule
- Cuébris

## D
Daluis
- Drap
- Duranus

## E
Entraunes
- L'Escarène
- Escragnolles
- Èze

## F
Falicon
- Les Ferres
- Fontan

## G
Gars
- Gattières
- La Gaude
- Gilette
- Gorbio
- Gourdon
- Grasse
- Gréolières
- Guillaumes

## I
Ilonse
- Isola

## L
Lantosque
- Levens
- Lieuche
- Lucéram

## M
Malaussène
- Mandelieu-la-Napoule
- Marie
- Le Mas
- Massoins
- Menton
- Mouans-Sartoux
- Mougins
- Moulinet
- Les Mujouls

## N
Nice

## O
Opio

## P
Pégomas
- Peille
- Peillon
- La Penne
- Péone
- Peymeinade
- Pierlas
- Pierrefeu
- Puget-Rostang
- Puget-Théniers

## R
Revest-les-Roches
- Rigaud
- Rimplas
- Roquebillière
- Roquebrune-Cap-Martin
- Roquefort-les-Pins
- Roquesteron
- Roquestéron-Grasse
- La Roquette-sur-Siagne
- La Roquette-sur-Var
- Roubion
- Roure
- Le Rouret

## S
Sainte-Agnès
- Saint-André-de-la-Roche
- Saint-Antonin
- Saint-Auban
- Saint-Blaise
- Saint-Cézaire-sur-Siagne
- Saint-Dalmas-le-Selvage
- Saint-Étienne-de-Tinée
- Saint-Jean-Cap-Ferrat
- Saint-Jeannet
- Saint-Laurent-du-Var
- Saint-Léger
- Saint-Martin-d'Entraunes
- Saint-Martin-du-Var
- Saint-Martin-Vésubie
- Saint-Paul-de-Vence
- Saint-Sauveur-sur-Tinée
- Saint-Vallier-de-Thiey
- Sallagriffon
- Saorge
- Sauze
- Séranon
- Sigale
- Sospel
- Spéracèdes

## T
Tende
- Théoule-sur-Mer
- Thiéry
- Le Tignet
- Toudon
- Touët-de-l'Escarène
- Touët-sur-Var
- La Tour
- Tourette-du-Château
- Tournefort
- Tourrette-Levens
- Tourrettes-sur-Loup
- La Trinité
- La Turbie

## U
Utelle

## V
Valbonne
- Valdeblore
- Valderoure
- Vallauris
- Venanson
- Vence
- Villars-sur-Var
- Villefranche-sur-Mer
- Villeneuve-d'Entraunes
- Villeneuve-Loubet